# إتش إم. ونايت
إتش إم. ونايت (بالإنجليزية: H. M. Knight)‏ هو اقتصادي أسترالي، ولد في 16 أغسطس 1917 في ملبورن في أستراليا، وتوفي في 19 يونيو 2015 في سيدني في أستراليا.